# Euchoeca strigata
Euchoeca strigata är en fjärilsart som beskrevs av Carl Peter Thunberg 1788. Euchoeca strigata ingår i släktet Euchoeca och familjen mätare. Inga underarter finns listade i Catalogue of Life.